# Allium phanerantherum
Allium phanerantherum är en amaryllisväxtart som beskrevs av Pierre Edmond Boissier och Heinrich Carl Haussknecht. Allium phanerantherum ingår i släktet lökar, och familjen amaryllisväxter.

## Underarter
Arten delas in i följande underarter:
- A. p. deciduum
- A. p. phanerantherum